# North American Hockey League (Juniorenliga)
Die North American Hockey League (NAHL) ist eine Junioren-Eishockeyliga in den Vereinigten Staaten, welche vom US-amerikanischen Eishockeyverband USA Hockey organisiert wird. Die Liga schloss sich im Jahr 2003 mit der ehemaligen America West Hockey League zusammen und bestand zunächst aus 21 Mannschaften. Die Liga hat eine Junior-A-Tier-II-Einstufung und steht auf einer Stufe mit der United States Hockey League (USHL).
Die Liga besteht aus 32 Mannschaften, welche in vier Divisionen eingeteilt sind. Die reguläre Saison umfasst 60 Spiele, die Erstplatzierten jeder Division spielen im Anschluss eine Finalrunde im Modus Jeder-gegen-jeden um den Robertson Cup, den Meistertitel der Liga.

## Mannschaften in der Saison 2023/24
| - Aberdeen Wings - Austin Bruins - Bismarck Bobcats - Minot Minotauros - North Iowa Bulls - St. Cloud Norsemen - Danbury Jr. Hat Tricks - Johnstown Tomahawks - Maine Nordiques - Maryland Black Bears - New Hampshire Mountain Kings - New Jersey Titans - Northeast Generals - Philadelphia Rebels - Rochester Jr. Americans | - Anchorage Wolverines - Chippewa Steel - Fairbanks Ice Dogs - Janesville Jets - Kenai River Brown Bears - Minnesota Wilderness - Springfield Jr. Blues - Wisconsin Windigo - Amarillo Wranglers - Colorado Grit - Corpus Christi IceRays - El Paso Rhinos - Lone Star Brahmas - New Mexico Ice Wolves - Odessa Jackalopes - Oklahoma Warriors - Shreveport Mudbugs |

## Liga- und Team-Wechsel
In der Saison 2006/07 verließen die Bozeman Icedogs, Billings Bulls und Helena die NAHL und wechselten in die Northern Pacific Hockey League (NPHL). In derselben Saison war das Franchise der Cleveland Junior Barons inaktiv, Wassila Spirit änderte den Teamnamen in Alaska Avalanche und Missouri spielt seither unter dem Namen St. Louis Bandits. Die Marquette Rangers wurden in die Liga neuaufgenommen.
In der Saison 2007/08 zogen die Santa Fe Roadrunners nach Topeka in den Bundesstaat Kansas um und spielen nun als Topeka Roadrunners in der Landon Arena. Als neue Mannschaft starteten die River Brown Bears in der NAHL.
Zur Saison 2008/09 zogen die Southern Minnesota Express nach Detroit um, wo sie fortan als Motor City Machine spielen. In Owatonna, der ehemaligen Heimatstadt der Southern Minnesota Express, nahm ein neues Team mit dem Namen Owatonna Express den Spielbetrieb auf. Wegen umfangreicher Sanierungsarbeiten an der Spielstätte der Texas Tornado pausierte das Franchise in der Saison 2008/09 und setzte den Spielbetrieb erst ab der Saison 2009/10 fort.

## Robertson-Cup-Gewinner
- 2023 Oklahoma Warriors
- 2022 New Jersey Titans
- 2021 Shreveport Mudbugs
- 2020 nicht ausgespielt
- 2019 Aberdeen Wings
- 2018 Shreveport Mudbugs
- 2017 Lone Star Brahmas
- 2016 Fairbanks Ice Dogs
- 2015 Minnesota Wilderness
- 2014 Fairbanks Ice Dogs
- 2013 Amarillo Bulls
- 2012 Texas Tornado
- 2011 Fairbanks Ice Dogs
- 2010 Bismarck Bobcats
- 2009 St. Louis Bandits
- 2008 St. Louis Bandits
- 2007 St. Louis Bandits
- 2006 Texas Tornado
- 2005 Texas Tornado
- 2004 Texas Tornado
- 2003 Pittsburgh Forge
- 2002 Compuware Ambassadors
- 2001 Texas Tornado
- 2000 Danville Wings
- 1999 Compuware Ambassadors
- 1998 Compuware Ambassadors
- 1997 Springfield Jr. Blues
- 1996 Springfield Jr. Blues
- 1995 Compuware Ambassadors
- 1994 Compuware Ambassadors
- 1993 Kalamazoo Jr. K Wings
- 1992 Compuware Ambassadors
- 1991 Kalamazoo Jr. K Wings
- 1990 Compuware Ambassadors
- 1989 Compuware Ambassadors
- 1988 Compuware Ambassadors
- 1987 Compuware Ambassadors
- 1986 Compuware Ambassadors
- 1985 St. Clair Falcons
- 1984 St. Clair Falcons
- 1983 Paddock Pools
- 1982 Paddock Pools
- 1981 Paddock Pools
- 1980 Paddock Pools
- 1979 Paddock Pools
- 1978 Paddock Pools
- 1977 Paddock Pools
- 1976 Little Caesars